# Scatonomus xanthopygus
Scatonomus xanthopygus är en skalbaggsart som beskrevs av Guido Pereira 1954. Scatonomus xanthopygus ingår i släktet Scatonomus och familjen bladhorningar. Inga underarter finns listade i Catalogue of Life.